# Oficina Postal Madison Square
La Oficina Postal Madison Square (en inglés: United States Post Office-Madison Square Station) es una Oficina Postal histórica ubicada en Nueva York, Nueva York. La Oficina Postal Madison Square se encuentra inscrita  en el Registro Nacional de Lugares Históricos desde el 11 de mayo de 1989. Lorimer Rich fue el arquitecto de la Oficina Postal Madison Square.

## Ubicación
La Oficina Postal Madison Square se encuentra dentro del condado de Nueva York en las coordenadas 40°44′23″N 73°59′04″O / 40.739722, -73.984444.